# Federação Nacional de Cafeteiros da Colômbia
A Federação Nacional de Cafeteiros da Colômbia é uma associação não-governamental cujo objetivo é promover o cultivo de café na Colômbia e sua exportação a mercados estrangeiros. Em 1927, os cafeteiros colombianos se uniram com o fim de criar uma instituição que os representaria internacionalmente, logo, conseguiram estabelecer um consenso e fundaram a FNC.